# Hefzibah (madre de Manasés)
Hefzibah o Hepzibah (Inglés pronunciación:  /ˈhɛfzɪbə/ o  /ˈhɛpzɪbə/; חֶפְצִי-בָהּ) es una figura menor de los Libros de los Reyes de la Biblia hebrea. Fue esposa de Ezequías, rey de Judá (reinó c. 715 y 686 AEC), y madre de Manasés de Judá (reinó c. 687-643 AEC).

## Relatos bíblicos y rabínicos
Hefzibá aparece representada en 2 Reyes 21:1. Según la literatura rabínica, Isaías era el abuelo materno de Manasés.

## Nombre simbólico
El nombre Hefzibah también se utiliza como nombre simbólico de Sión tras su restauración al favor de Yahvé en Isaías 62:4.